# Francesca Pavesi
Francesca Pavesi es una deportista italiana que compitió en vela en la clase Laser Radial.
Ganó dos medallas en el Campeonato Mundial de Laser Radial, en los años 1982 y 1985, y tres medallas en el Campeonato Europeo de Laser Radial entre los años 1984 y 1987.

## Palmarés internacional
| Campeonato Mundial | Campeonato Mundial       | Campeonato Mundial | Campeonato Mundial |
| Año                | Lugar                    | Medalla            | Clase              |
| ------------------ | ------------------------ | ------------------ | ------------------ |
| 1982               | Porto Cervo (Italia)     | Medalla de bronce  | Laser Radial       |
| 1985               | Halmstad (Suecia)        | Medalla de bronce  | Laser Radial       |
| Campeonato Europeo |                          |                    |                    |
| Año                | Lugar                    | Medalla            | Clase              |
| 1984               | Medemblik (Países Bajos) | Medalla de bronce  | Laser Radial       |
| 1985               | Cascaes (Portugal)       | Medalla de oro     | Laser Radial       |
| 1987               | Lido di Classe (Italia)  | Medalla de oro     | Laser Radial       |